# Лю, Кен
Кен Лю (кит. упр. 刘宇昆, палл. Лю Юйкунь; род. 1976[…], Ланьчжоу) — китайско-американский писатель, переводчик научной фантастики и фэнтези, а также юрист и программист. Его рассказы публиковались в сборниках F&SF, Asimov’s, Analog, Lightspeed, Clarkesworld и в нескольких сборниках «Year’s Best». Кен Лю предложил термин силкпанк.

## Биография
Кен Лю родился в 1976 году в Ланьчжоу, Китай. Его мать получила докторскую степень по химии в США и работала фармацевтом, отец — компьютерный инженер. Семья эмигрировала в США, когда Лю исполнилось 11 лет. Семья проживала в Калифорнии и Стонингтоне, прежде чем обосноваться в Уотерфорде. Кен Лю окончил Уотерфордскую среднюю школу в 1994 году, затем в Гарвард-колледже изучал английскую литературу и информатику, получив степень бакалавра в 1998 году. После университета работал инженером-программистом в Microsoft и участвовал в стартапе в Кембридже (штат Массачусетс). В 2004 году Позже Лю получил степень доктора права на юридическом факультете Гарвардского университета и после работы юристом стал консультантом по вопросам высоких технологий. В 2002 году он начал писать, переводить и заниматься художественной литературой.

## Награды
Рассказ Кена Лю «Бумажный зверинец» получил премии «Небьюла», «Хьюго» и World Fantasy Awards, став первым художественным произведением, собравшим все эти отличия. Рассказ «Моно но аварэ» получил премию Хьюго в 2013 году, а новелла «Человек, который закончил историю» также номинировалась на Хьюго. Первый роман из серии «Династия Одуванчиков» — «Королевские милости» — стал финалистом премии «Небьюла» в 2016 году.
Перевод Кена Лю с китайского языка произведения Лю Цысиня «Задача трёх тел» (первое в трилогии «Воспоминание о прошлом Земли») удостоился премии Хьюго 2015 года за лучший роман, что сделало его первым переведённым романом, получившим эту награду. В 2016 году Кен Лю также перевёл третий том серии — «Вечная жизнь Смерти», который в 2017 году получил премию Хьюго в категории «Лучший роман».

### Победитель
- 2017 — Премия «Локус» за лучший сборник — «Бумажный зверинец и другие истории»[16]
- 2016 — Премия «Локус» за лучший дебютный роман — «Королевские милости»[17]
- 2015 — Премия «Хьюго» за лучший роман за перевод романа «Задача трёх тел (кит. упр. 三体)» Лю Цысиня[18].
- 2015 — Sidewise Award for Alternate History за «The Long Haul: From the Annals of Transportation, The Pacific Monthly, May 2009».
- 2013 — Премия Хьюго за лучший рассказ — «Моно но аварэ».
- 2013 — Премия «Книга года по версии Фантлаба» за лучшую переведённую новеллу или рассказ («Моно но аварэ»).
- 2013 — Премия «Книга года по версии Фантлаба» за лучшую онлайн-публикацию малой формы за «Бумажный зверинец».
- 2012 — Премия за научно-фантастические и фэнтези-переводы, победитель короткой формы, перевод с китайского «Рыба Лицзяна»[19] Чэнь Цюфаня[20].
- 2012 — Всемирная премия фэнтези за лучший рассказ — «Бумажный зверинец».
- 2012 — Премия «Хьюго» за лучший рассказ — «Бумажный зверинец».
- 2011 — Премия «Небьюла» за лучший рассказ — «Бумажный зверинец».

### Номинант или финалист
- Премия Хьюго 2017 года за лучший роман в переводе («Вечная жизнь Смерти» [англ. Death's End, кит. упр. 死神永生] Лю Цысиня)[21].
- World Fantasy Award 2017 года — номинант за «Бумажный зверинец и другие истории» (Лучший сборник)
- Локуса 2015 года за лучшую новеллу — финалист за «The Regular»[22].
- Премия Теодора Старджона 2015 года — финалист за «The Regular»[23].
- Премия «Небьюла» за лучший роман 2014 года — номинант за «Задача трёх тел» (кит. упр. 三体) Лю Цысиня в переводе Кена Лю[24].
- Награда «Небьюла» за лучшую новеллу 2014 года — номинант за «The Regular»[24].
- Приз 2014 года за альтернативную историю — номинант за «Краткая история транстихоокеанского туннеля»[25].
- Локус 2014 года за лучший рассказ — финалист за «Краткая история транстихоокеанского туннеля»[26].
- Локус за лучший короткометражный фильм 2013 года — финалист «Моно но аварэ».
- Награда «Небьюла» за лучшую новеллу 2013 года — номинант за «The Bookmaking Habits of Select Species».
- Премия Теодора Старджона 2013 года — финалист за «The Bookmaking Habits of Select Species» и «Моно но аварэ».
- Премия «Небьюла» за лучший рассказ 2012 года — номинант за «The Bookmaking Habits of Select Species»[27].
- Премия «Небьюла» за лучшую короткую повесть 2012 года — номинант за «Волны».
- Премия «Небьюла» за лучшую повесть 2012 года — номинант за «All the Flavors».
- Премия Теодора Старджона 2012 года — финалист за «Человек, который закончил историю» и «Бумажный зверинец».
- Локус 2012 года за лучший рассказ — финалист за «Бумажный зверинец».
- Премия Хьюго за лучшую повесть 2012 года — номинант за «Человек, который закончил историю».
- Премия «Небьюла» за лучшую повесть 2011 года — номинант за «Человек, который закончил историю».

## Собственные работы

### Романы

#### Династия Одуванчиков
1. The Grace of Kings (неопр.). — Saga Press, 2015. — ISBN 9781481424271. The Grace of Kings (неопр.). — Saga Press, 2015. — ISBN 9781481424271.
2. The Wall of Storms (неопр.). — Saga Press, 2016. — ISBN 9781481424301. The Wall of Storms (неопр.). — Saga Press, 2016. — ISBN 9781481424301.

#### Разное
- The Legends of Luke Skywalker (неопр.). — Disney LucasFilm Press, 2017. — ISBN 978-1-4847-8077-0.

### Сборники
- The Paper Menagerie and Other Stories (неопр.). — Head of Zeus, 2012. The Paper Menagerie and Other Stories (неопр.). — Head of Zeus, 2012.

### Рассказы
- Liu, Ken. The waves // Asimov's Science Fiction. — 2012. — № 36 (12). — С. 38—51.
- Liu, Ken. The oracle // Asimov's Science Fiction. — 2013. — Apr–May (№ 37 (4&5)). — С. 144—152.
- «The Sith of Datawork», From a Certain Point of View (Star Wars), October 3, 2017
- «The Long Haul: From the Annals of Transportation, The Pacific Monthly, May 2009» (online), Clarkesworld Magazine, November 2014
- «Presence» (online), Uncanny, November/December 2014
- «Saboteur», Analog, December 2014
- «The Regular», Upgraded, edited by Neil Clarke, September 2014
- «The Gods Will Not Be Slain», The End is Now (Book II of the Apocalypse Triptych), edited by John Joseph Adams and Hugh Howey, September 2014
- «Running Shoes» (online), SQ Mag, Issue 16, September 2014
- «Homo Florensis», Solaris Rising 3, August 2014
- «In the Loop», War Stories, edited by Andrew Liptak and Jaym Gates, August 2014
- «Seventh Day of the Seventh Moon» (online), Kaleidoscope, edited by Alisa Krasnostein and Julia Rios, August 2014
- (with Lisa Tang Liu) «Hark! Listen to the Animals», Galaxy’s Edge, Issue 9, July 2014
- «What I Assume You Shall Assume», Dead Man’s Hand, edited by John Joseph Adams, May 2014
- «Knotting Grass, Holding Ring», Long Hidden, edited by Rose Fox and Daniel José Older, May 2014
- «Lecture 14: Concerning the Event Cloaking Device and Practical Applications Thereof» (online) (недоступная ссылка), Cosmos, April 2014
- «The Ten Suns», Dark Expanse: Surviving the Collapse, March 2014
- «The Gods Will Not Be Chained», The End is Nigh (Book I of the Apocalypse Triptych), edited by John Joseph Adams and Hugh Howey, March 2014
- «None Owns the Air», Lightspeed Magazine, February 2014
- «What Is Expected of a Wedding Host» (online), Daily Science Fiction, February 2014
- «The Reborn» (online), Tor.com, January 2014
- (with Mike Resnick) «The Plantimal», Asimov’s, March 2014
- «Second Chance» (online), Nature, January 2014
- «The Clockwork Soldier» (online), Clarkesworld Magazine, January 2014
- «You’ll Always Have the Burden With You», republished, Perihelion Science Fiction, December 2013
- «The Litigation Master and the Monkey King» (online), Lightspeed Magazine, August 2013
- «The Plague», Nature, May 16, 2013
- «The Messenger’s Tale», Aoife’s Kiss, Issue 43, Winter 2012/2013 issue, December 2012
- «The Perfect Match» (online), Lightspeed Magazine, December 2012
- «Good Hunting» / «Хорошей охоты», (online), Strange Horizons, October 9, 2012, также экранизирован в 8 серии сериала «Любовь, смерть и роботы»
- «The Perfect Book», Analog, December 2012 issue, September 22, 2012
- «Arc», F&SF, September/October issue, September 2012
- «Summer Reading», Daily Science Fiction, September 4, 2012
- «Cutting», Electric Velocipede, Issue 24, July 30, 2012
- «You’ll Always Have the Burden With You», In Situ, Dagan Books, July 10, 2012
- «Dear Emily», The Memory Eater Anthology, July 5, 2012
- «The Silk Merchant», Apex, Issue 38, July 3, 2012
- «Celestial Bodies», Nature, June 28, 2012
- «Real Faces», F&SF, July/August issue, June 22, 2012
- «The Illusionist» (online), Goldfish Grimm’s Spicy Fiction Sushi, Issue 4, June 2, 2012
- «Mono no aware», The Future is Japanese, May 15, 2012; republished (online), Lightspeed Magazine, June 2013
- «The Tome of Tourmaline» (online), Daily Science Fiction, May 9, 2012
- «The Shadowcrafter», Nine, Issue 1, April 2012
- «Intelligent Design» (online) Архивная копия от 17 июля 2018 на Wayback Machine, Schrodinger’s Mouse, April 2012
- «Monkeys» (online), Nature’s * «Futures» feature, April 19, 2012
- «To the Moon», Fireside, April 17, 2012
- «Memories of My Mother» (online), Daily Science Fiction, March 19, 2012
- «All the Flavors» (online), GigaNotoSaurus, February 2012
- «The Five Elements of the Heart Mind» (online), Lightspeed Magazine, January 24, 2012
- «Maxwell’s Demon», The Magazine of Fantasy & Science Fiction, January/February 2012
- «The People of Pele», Asimov’s, February 2012
- «The Last Summer», 10 Flash, January 2012
- «The Necrocracy», Penumbra, December 2011
- «The Countable», Asimov’s, December 2011
- «Justice FAIRBOT», 140 And Counting, edited by Joanne Merriam, December 11, 2011
- «Life Plus Seventy» (online) Архивная копия от 13 июня 2019 на Wayback Machine, Kasma SF, November 23, 2011
- «Safe Empathy», Daily Science Fiction, November 21, 2011
- «Staying Behind» (online), Clarkesworld Magazine, October 1, 2011
- «Golden Years in the Paleozoic», Andromeda Spaceways Inflight Magazine, Issue #52, September 2011
- «Real Artists», TRSF (September 2011), a special publication of MIT’s Technology Review
- «The Last Seed» (online), Daily Science Fiction, September 26, 2011
- «The Man Who Ended History: A Documentary», Panverse Three, edited by Dario Ciriello, September 2011
- «Music of the Spheres», Mirror Shards: Exploring the Edges of Augmented Reality (Volume One), 2011
- «The Box That Eats Memories» (online), Daily Science Fiction, August 10, 2011
- «Hark! Listen to the Animals», The ePocalypse: e-mails at the end, co-written with Lisa Tang Liu, August 2011
- «The Caretaker», Digital Science Fiction, June 2011
- «Altogether Elsewhere, Vast Herds of Reindeer», The Magazine of Fantasy & Science Fiction, May/June 2011.
- «The Paper Menagerie» The Magazine of Fantasy & Science Fiction, March/April 2011.
- «Ad Block», (online), Kasma Science Fiction, March 19, 2011
- «The Visit» (online), On the Premises, March 2011 (Issue 13)
- «Simulacrum» (online), Lightspeed Magazine, February 15, 2011
- «To the Stars» (online), Nature’s * «Futures» feature, co-written with Shelly Li, February 3, 2011
- «The Chase», Every Day Fiction, January 28, 2011
- «Tying Knots» (online), Clarkesworld Magazine, January 2011
- «Saving Face» (online), Crossed Genres, co-written with Shelly Li, January 1, 2011
- «The Letter» (online), Every Day Fiction, December 5, 2010
- «The Literomancer», The Magazine of Fantasy & Science Fiction, September/October 2010
- «The Phoenix» (online), On the Premises, July 2010 (Issue 11)
- «Beidou (??)», The Dragon and the Stars, edited by Derwin Mak and Eric Choi, May 2010.
- «Single-Bit Error», Thoughtcrime Experiments, edited by Sumana Harihareswara and Leonard Richardson, 2009 (read) (buy); International Speculative Fiction, edited by Roberto Mendes, December 2013;
- «Beneath the Language» (online), On the Premises, July 2007 (Issue 2)
- «State Change», Polyphony 4, edited by Deborah Layne and Jay Lake, September 2004.
- «The Algorithms for Love» (online) Архивная копия от 2 ноября 2012 на Wayback Machine, Strange Horizons, July 2004; International Speculative Fiction, edited by Roberto Mendes, July 2012;
- «Gossamer», Writers of the Future, Vol. 19, 2003.
- «Carthaginian Rose», Empire of Dreams and Miracles: The Phobos Science Fiction Anthology (v. 1), edited by Orson Scott Card and Keith Olexa, 2002.
- «The Ussuri Bear» (online), Originally published in THE BEAST WITHIN 4, edited by Jennifer Brozek, 2014.

### Переводы на английский язык
- «Поля золота» Лю Цысиня, май 2018.
- «Робот, который любил рассказывать сказки» Фэй Дао, Clarkesworld Magazine, апрель 2017.
- «Снег Цзиньяна» Чжан Жаня, Clarkesworld Magazine, июнь 2016.
- «Цветок Шацзуя» (англ. The Flower of Shazui, кит. упр. 沙嘴之花) Чэнь Цюфаня, Interzone, ноябрь 2012.
- «Забота о Боге» Лю Цысиня (онлайн), Pathlight, март 2012.
- «Парад сотен призраков этой ночью» Ся Цзя (онлайн) , Clarkesworld Magazine, февраль 2012.
- «Город молчания» Ма Боюна (онлайн) , World SF Blog, ноябрь 2011.
- «Роботы Марка Твена» Ма Боюна, TRSF (сентябрь 2011), специальная публикация MIT’s Technology Review.
- «Рыба Лицзяна» Чэнь Цюфаня (онлайн), Clarkesworld Magazine, август 2011.
- «Собрание переводов» — эссе о процессе и тонкостях перевода китайской научной фантастики на английский язык и наоборот: онлайн в Clarkesworld Magazine, апрель 2013.

## Переводы
Некоторые произведения Кена Лю переведены на другие языки, в частности на русском языке представлены:
- Кен Лю. Исчисляемый / Переводчик: А. В. Новиков. — (рассказ). — 2011.
- Кен Лю. Бумажный зверинец / Переводчик: И. Суханов. — (рассказ). — журнал DARKER, 2012. — ISBN ISSN 2222-9116.
- Кен Лю. Королевские милости / Переводчик: В. Гольдич. — М.: АСТ, 2016. — 512 с. — (Мастера фэнтези). — ISBN 978-5-17-097961-5.
- Кен Лю. Алгоритмы любви / Переводчик: А. Грузберг. — (рассказ). — 2016.